# Daniel Krob
Daniel Krob, né le 26 août 1961 à Colmar, est président du Centre d'excellence sur l'architecture, le management et l'économie des systèmes (C.E.S.A.M.E.S). C'est un ancien mathématicien français qui a notamment été professeur de l’École polytechnique et directeur de recherche au CNRS.

## Formation
Titulaire d'un doctorat d'informatique de l'Université Paris Diderot, obtenu en 1988 après la soutenance de sa thèse Expressions k-rationnelles, et d'une habilitation à diriger des recherches de la même université, obtenue en 1991, Daniel Krob est un ancien élève de l’École normale supérieure (Paris) (1981-1986), période où il a obtenu l'agrégation de mathématiques en 1983.

## Carrière professionnelle
Maître de conférences à l’université de Rouen en 1988, il est ensuite chargé de recherche au CNRS de 1989 à 1998, puis directeur de recherche au CNRS en informatique. En 1997, il a créé le « Laboratoire d'informatique algorithmique : fondements et application » qui est une unité mixte de recherche (UMR 7089) du Centre national de la recherche scientifique (CNRS) et de l'Université Paris Diderot. Il dirigera ce laboratoire jusqu'au 31 décembre 2002.
C'est pendant cette période qu'il crée notamment la conférence internationale « Formal Power Series and Algebraic Combinatorics » en 1988 et la revue électronique Discrete Mathematics & Theoretical Computer Science en 1997.
D'abord maître de conférences à l'Ecole Polytechnique en 1996, puis professeur chargé de cours à partir de 2001, il est professeur titulaire de l’École Polytechnique en informatique de 2009 à 2019.
De 2004 à 2015, il dirige la chaire École polytechnique-Thales d’« Ingénierie des systèmes complexes », où il travaille sur des problèmes de modélisation et d’architecture de systèmes et de conception et d’organisation industrielle. C'est notamment à cette période qu'il crée la conférence internationale Complex Systems Design & Management (CSD&M).
Depuis 2009, il est président du Centre d'excellence sur l'architecture, le management et l'économie des systèmes (C.E.S.A.M.E.S), émanation de la chaire d'ingénierie des systèmes complexes dont la mission est la promotion de l’architecture des systèmes dans le monde professionnel comme outil au service de la maîtrise de la complexité des grands projets technologiques.
Daniel Krob a eu également de nombreuses responsabilités au sein du milieu académique. Il crée en 2005 et dirige pendant près de dix ans le master « Conception et management des systèmes informatiques complexes » de l'université Paris Saclay. De février 2015 à juillet 2016, il assure également la direction scientifique et technologique de l'Institut de recherche technologique SystemX.

## Publications
Daniel Krob est l'auteur de nombreuses publications scientifiques, en particulier dans le domaine de l'informatique théorique, de la combinatoire algébrique et énumérative, et plus récemment dans le domaine des systèmes complexes.
Il est également l'auteur de plusieurs brevets et ouvrages, dont le CESAM Pocket Guide, publié en 2017, et le livre Model-Based Systems Architecture - Using CESAM to Architect Complex Systems,, publié en 2022, qui présentent la sémantique sous-jacente au cadre CESAM d'architecture système dirigée par les modèles qu'il a conçu.

## Distinctions
Le 17 février 2014, Daniel Krob est élu Fellow de l'INCOSE, : il est le premier Français à avoir obtenu cette reconnaissance, qui n'est partagée qu'avec une centaine de personnes dans le monde. Le statut de fellow de l'INCOSE est donné aux personnes dont la contribution à la théorie ou la pratique de l'ingénierie des systèmes complexes est particulièrement significative.
En 2022, il est élu Distinguished Visiting Professor de l'université Tsinghua en Chine. 

## Pour approfondir